# Common Booster Core
El Common Booster Core (CBC) fue una etapa de cohete, que se ultilizó en los cohetes Delta IV como parte de un sistema modular de cohetes. Los cohetes Delta IV que volaran en las configuraciones de Medium y Medium + utilizaron un único Common Booster Core como primera etapa, mientras que la configuración Heavy usó tres; uno como la primera etapa y dos como refuerzos. El núcleo de refuerzo común era 40,8 metros de largo, tuvo un diámetro de 5,1 metros y fue impulsado por un solo motor RS-68 que quema hidrógeno líquido y oxígeno líquido.
El primer ensayo de prueba estático de un núcleo de refuerzo común se realizó el 17 de marzo de 2001, y la prueba final del programa inicial se realizó el 6 de mayo. Las pruebas se realizaron utilizando el banco de pruebas B-2 del Centro Espacial John C. Stennis, una instalación originalmente construida para probar las primeras etapas de los cohetes Saturno V durante la década de 1960. El primer lanzamiento de un Common Booster Core fue el vuelo inaugural del Delta IV, que se lanzó desde el Space Launch Complex 37B en la Estación de la Fuerza Aérea de Cabo Cañaveral el 20 de noviembre de 2002. Su último lanzamiento ocurrió en 9 de abril de 2024 en el último vuelo del Delta IV Heavy.